# Dubais internationella flygplats
Dubais internationella flygplats (IATA: DXB, ICAO: OMDB) (arabiska: مطار دبي الدولي) är en internationell flygplats som ligger i distriktet Al Garhoud cirka fyra kilometer nordöst om Dubai centrum. Flygplatsen är ett stort flygnav i Mellanöstern, den största flygplatsen i UAE och världens största flygplats räknat efter antalet internationella passagerare, 67 751 642 (juli 2014). Den är bas åt Emirates Airlines som flyger till 145 destinationer från Dubai. Flygplatsen används av cirka 80 flygbolag som flyger till 270 destinationer över sex kontinenter. Den är uppdelad i tre olika terminaler, där terminal 3  uteslutande används av Emirates, terminal 2 företrädesvis används av lågkostnadsflygbolag samt terminal 1 av övriga bolag.

## Förbindelser med svenska flygplatser
Emirates flyger från och med september 2013 dagligen direkt mellan Dubai och Stockholm Arlanda vilket även Norwegian gör tre gånger i veckan. Emirates SkyCargo har redan en direktlinje till Sverige, Göteborg-Landvetter flygplats dock endast för flygfrakt.

## Destinationer
| Flygbolag                                      | Destinationer | Concourse |
| ---------------------------------------------- | --- | --------- |
| Aeroflot                                       | Moscow–Sheremetyevo | D         |
| African Express Airways                        | Berbera, Hargeisa, Mogadishu, Nairobi–Jomo Kenyatta, Wajir | D         |
| Air Algérie                                    | Alger | D         |
| Air Astana                                     | Almaty, Astana | D         |
| Airblue                                        | Islamabad, Karachi, Lahore, Peshawar | D         |
| Air Canada                                     | Toronto–Pearson | D         |
| Air China                                      | Beijing–Capital, Chongqing | D         |
| Air France                                     | Paris–Charles de Gaulle | D         |
| Air India                                      | Bangalore, Chennai, Delhi, Goa, Hyderabad, Kochi, Kozhikode, Mumbai, Visakhapatnam | D         |
| Air India Express                              | Amritsar, Delhi, Jaipur, Kochi, Kozhikode, Lucknow, Mangalore, Mumbai, Pune, Thiruvananthapuram, Tiruchirapalli | F         |
| Air Kyrgyzstan                                 | Bishkek | F         |
| Air Malta                                      | Charter: Malta | D         |
| Ariana Afghan Airlines                         | Kabul, Kandahar | F         |
| AZALJet                                        | Baku | D         |
| Azerbaijan Airlines                            | Baku | D         |
| Biman Bangladesh Airlines                      | Chittagong, Dhaka, Sylhet1 | D         |
| British Airways                                | London–Heathrow | D         |
| Caspian Airlines                               | Ahwaz, Tabriz, Tehran–Imam Khomeini | F         |
| Cathay Pacific                                 | Bahrain, Hongkong | D         |
| Cebu Pacific                                   | Manila | D         |
| China Eastern Airlines                         | Kunming, Shanghai–Pudong | D         |
| China Southern Airlines                        | Guangzhou, Shenzhen, Urumqi, Wuhan | D         |
| Daallo Airlines                                | Djibouti, Hargeisa, Mogadishu | D         |
| EgyptAir                                       | Alexandria–El Nouzha, Cairo | D         |
| Emirates                                       | Abidjan, Abuja, Accra, Addis Ababa, Adelaide, Ahmedabad, Alger, Amman-Drottning Alia, Amsterdam, Athens, Auckland, Baghdad, Bahrain, Bangalore, Bangkok–Suvarnabhumi, Barcelona, Basra, Beijing–Capital, Beirut, Birmingham, Bologna, Boston, Brisbane, Brussels, Budapest, Buenos Aires–Ezeiza, Cairo, Cape Town, Casablanca, Cebu, Chennai, Chicago–O'Hare, Christchurch, Clark, Colombo, Copenhagen, Dakar, Dallas/Fort Worth, Dammam, Dar es Salaam, Delhi, Denpasar, Dhaka, Doha, Dublin, Durban, Düsseldorf, Erbil, Frankfurt, Geneva, Glasgow, Guangzhou, Hamburg, Hanoi (begins 3 August 2016), Harare, Ho Chi Minh City, Hongkong, Houston–Intercontinental, Hyderabad, Islamabad, Istanbul–Atatürk, Istanbul–Sabiha Gökçen, Jakarta–Soekarno Hatta, Jidda, Johannesburg, Kabul, Karachi, Khartoum, Kochi, Kolkata, Kozhikode, Kampala, Kuala Lumpur–International, Kuwait, Lagos, Lahore, Larnaca, Lisbon, London–Gatwick, London–Heathrow, Los Angeles, Luanda, Lusaka, Lyon, Madrid, Mahé, Malé, Malta, Manchester, Manila, Mashhad, Mauritius, Medina, Melbourne, Milan–Malpensa, Moscow–Domodedovo, Multan, Mumbai, Munich, Muscat, Nairobi–Jomo Kenyatta, New York–JFK, Newcastle upon Tyne, Nice, Orlando–MCO, Osaka–Kansai, Oslo–Gardermoen, Paris–Charles de Gaulle, Perth, Peshawar, Phuket, Prague, Rio de Janeiro–Galeão, Riyadh, Rome–Fiumicino, Saint Petersburg, San Francisco, São Paulo–Guarulhos, Seattle/Tacoma, Seoul–Incheon, Shanghai–Pudong, Sialkot, Singapore, Stockholm–Arlanda, Sydney, Taipei–Taoyuan, Tehran–Imam Khomeini, Thiruvananthapuram, Tokyo–Haneda, Tokyo–Narita, Toronto–Pearson, Tunis, Venice, Vienna, Warsaw–Chopin, Washington–Dulles, Yangon (begins 3 August 2016), Yinchuan, Zhengzhou, Zürich | A, B, C   |
| Enter Air                                      | Seasonal: Katowice, Warsaw–Chopin | D         |
| Equatorial Congo Airlines                      | Brazzaville | F         |
| Eritrean Airlines                              | Asmara | F         |
| Ethiopian Airlines                             | Addis Ababa | D         |
| Euro-Asia Air                                  | Atyrau | F         |
| Eurowings operated by SunExpress Deutschland   | Seasonal: Cologne/Bonn | F         |
| Finnair                                        | Seasonal: Helsinki | D         |
| flydubai                                       | Abha, Addis Ababa, Ahmedabad, Ahwaz, Alexandria–Borg el Arab, Almaty, Amman-Drottning Alia, Arar, Ashgabat, Asmara, Astana, Baghdad, Bahrain, Baku, Bandar Abbas, Basra, Beirut, Belgrade, Bishkek, Bratislava, Bucharest–Otopeni, Chennai, Chittagong, Colombo, Dammam, Dar es Salaam, Delhi, Dhaka, Djibouti, Doha, Dushanbe, Entebbe, Erbil, Faisalabad, Gassim, Ha'il, Hambantota, Hargeisa, Helsingfors (startar 11 oktober 2018), Hyderabad, Isfahan, Istanbul–Sabiha Gökçen, Jizan, Jidda, Juba, Kabul, Karachi, Kathmandu, Kazan, Khartoum, Kiev–Zhulyany, Kochi, Krasnodar, Kuwait, Lar, Lucknow, Malé, Mashhad, Medina, Mineralnye Vody, Moscow–Vnukovo, Multan, Mumbai, Muscat, Najaf, Odessa, Podgorica, Port Sudan, Prague, Quetta, Riyadh, Rostov-on-Don, Sakakah, Salalah, Samara, Sarajevo, Shiraz, Sialkot, Skopje, Sofia, Tabriz, Tabuk, Ta'if, Tbilisi, Tehran–Imam Khomeini, Thiruvananthapuram, Ufa, Yanbu, Yekaterinburg, Yerevan, Zagreb, Zanzibar | F         |
| Flynas                                         | Dammam, Jidda, Madinah, Riyadh | D         |
| Gryphon Airlines                               | Bagram, Kandahar, Kuwait, Ras al-Khayma | F         |
| Gulf Air                                       | Bahrain | D         |
| I-Fly                                          | Charter: Moscow–Vnukovo | F         |
| IndiGo                                         | Bangalore, Chennai, Delhi, Hyderabad, Kochi, Kozhikode, Mumbai, Thiruvananthapuram | D         |
| Iran Air                                       | Bandar Abbas, Isfahan, Shiraz, Tehran–Imam Khomeini | D         |
| Iran Aseman Airlines                           | Abadan, Bandar Abbas, Bandar Lengeh, Bushehr, Gheshm, Kermanshah, Lar, Mashhad, Shiraz, Tehran–Imam Khomeini, Zahedan | F         |
| Iraqi Airways                                  | Baghdad, Basra, Erbil, Mosul, Najaf | D         |
| Jazeera Airways                                | Bahrain, Kuwait | D         |
| Jet Airways                                    | Delhi, Kochi, Mangalore, Mumbai | D         |
| Jordan Aviation                                | Amman-Drottning Alia, Aqaba | D         |
| Jubba Airways                                  | Hargeisa, Mogadishu | F         |
| Kam Air                                        | Kabul | D         |
| Kenya Airways                                  | Nairobi–Jomo Kenyatta | D         |
| Kish Air                                       | Isfahan, Kish, Qeshm, Tabriz | F         |
| KLM                                            | Amsterdam | D         |
| Korean Air                                     | Seoul–Incheon | D         |
| Kuwait Airways                                 | Kuwait | D         |
| Lufthansa                                      | Frankfurt | D         |
| Mahan Air                                      | Shiraz, Tehran–Imam Khomeini | D         |
| Middle East Airlines                           | Beirut | D         |
| Nepal Airlines                                 | Kathmandu | D         |
| Nordstar Airlines                              | Krasnoyarsk–Yemelyanovo | D         |
| Norwegian Air Shuttle                          | Seasonal: Copenhagen, Helsinki, Stockholm–Arlanda | D         |
| Oman Air                                       | Muscat, Salalah | D         |
| Pakistan International Airlines                | Dera Ghazi Khan, Islamabad, Karachi, Lahore, Peshawar, Quetta | D         |
| Pegasus Airlines                               | Istanbul–Sabiha Gökçen | F         |
| Philippine Airlines                            | Jidda, Kuwait, Manila | D         |
| Primera Air                                    | Gothenburg–Landvetter, Malmö | D         |
| Qantas                                         | London–Heathrow, Melbourne, Sydney | A         |
| Qatar Airways                                  | Doha | D         |
| Qeshm Airlines                                 | Isfahan, Sari, Qeshm, Tehran–Imam Khomeini | F         |
| Royal Brunei Airlines                          | Bandar Seri Begawan, London–Heathrow | D         |
| Royal Jordanian                                | Amman-Drottning Alia Seasonal: Aqaba | D         |
| RwandAir                                       | Kigali, Mombasa | D         |
| S7 Airlines                                    | Novosibirsk | D         |
| Safi Airways                                   | Bagram, Kabul | D         |
| Saudia                                         | Dammam, Gassim, Jidda, Medina, Riyadh | D         |
| Shaheen Air International                      | Islamabad, Karachi, Lahore, Peshawar | D         |
| Sichuan Airlines                               | Chengdu, Yinchuan | D         |
| Singapore Airlines                             | Singapore | D         |
| SmartWings operated by Travel Service Airlines | Ostrava, Prague | F         |
| Somon Air                                      | Dushanbe, Jidda | D         |
| SpiceJet                                       | Ahmedabad, Amritsar, Delhi, Hyderabad, Jaipur, Kochi, Kozhikode, Madurai, Mumbai, Pune | D         |
| SriLankan Airlines                             | Colombo | D         |
| Sudan Airways                                  | Khartoum | D         |
| Swiss International Air Lines                  | Muscat, Zürich | D         |
| Syrian Air                                     | Damascus | D         |
| TAAG Angola Airlines                           | Luanda | F         |
| Taban Air                                      | Isfahan, Mashhad | F         |
| TAROM                                          | Bucharest–Otopeni | D         |
| Thai Airways                                   | Bangkok–Suvarnabhumi | D         |
| Transavia                                      | Seasonal: Amsterdam | F         |
| Travel Service                                 | Prague | E         |
| TUI Airlines Netherlands                       | Seasonal Charter: Amsterdam | F         |
| Turkish Airlines                               | Istanbul–Atatürk, Istanbul–Sabiha Gökçen | D         |
| Turkmenistan Airlines                          | Ashgabat | D         |
| Ukraine International Airlines                 | Kiev–Boryspil | D         |
| Ural Airlines                                  | Krasnodar, Yekaterinburg Seasonal: Moscow-Domodedovo | D         |
| Uzbekistan Airways                             | Tashkent | D         |
| Virgin Atlantic Airways                        | London–Heathrow | D         |